# Гаммонд (парафія, Нью-Брансвік)
Гаммонд (англ. Hammond) — парафія в Канаді, у провінції Нью-Брансвік, у складі графства Кінгс.

## Населення
За даними перепису 2016 року, парафія нараховувала 251 особу, показавши скорочення на 14,9%, порівняно з 2011-м роком. Середня густина населення становила 1 осіб/км².
З офіційних мов обидвома одночасно володіли 20 жителів, тільки англійською — 230.
Працездатне населення становило 60,5% усього населення, рівень безробіття — 23,1% (25% серед чоловіків та 20% серед жінок). 76,9% осіб були найманими працівниками, а 23,1% — самозайнятими.
37,2% мешканців мали закінчену шкільну освіту, не мали закінченої шкільної освіти — 39,5%, 23,3% мали післяшкільну освіту.
| Статево-вікова структура населення | Статево-вікова структура населення | Статево-вікова структура населення | Статево-вікова структура населення | Статево-вікова структура населення |
| ---------------------------------- | ---------------------------------- | ---------------------------------- | ---------------------------------- | ---------------------------------- |
|                                    |                                    |                                    |                                    |                                    |
| Всього                             | Всього                             | 52,9%47,1%                         |                                    |                                    |
| 0 — 14 років                       | 0 — 14 років                       |                                    | 8,2%                               | 8,2%                               |
| 15 — 64 років                      | 15 — 64 років                      |                                    | 67,3%                              | 67,3%                              |
| 65 і більше                        | 65 і більше                        |                                    | 24,5%                              | 24,5%                              |
| Середній вік (років)               | Середній вік (років)               | 45,247,3                           | 46,2                               | 46,2                               |
| Медіана (років)                    | Медіана (років)                    | 48,849,5                           | 49,2                               | 49,2                               |
| — чоловіки — жінки                 |                                    |                                    |                                    |                                    |

| Походження мешканців:     | Походження мешканців:     | Походження мешканців: | Походження мешканців: | Походження мешканців: |
| ------------------------- | ------------------------- | --------------------- | --------------------- | --------------------- |
| Походження                |                           |                       | осіб                  | %                     |
| Корінні американці        | Корінні американці        |                       | 0                     | 0%                    |
| Інше північноамериканське | Інше північноамериканське |                       | 125                   | 53.19%                |
| Європейське               | Європейське               |                       | 155                   | 65.96%                |
| британське                | британське                |                       | 140                   | 59.57%                |
| французьке                | французьке                |                       | 25                    | 10.64%                |

| Зайнятість населення за галузями (за класифікацією NOC): | Зайнятість населення за галузями (за класифікацією NOC): | Зайнятість населення за галузями (за класифікацією NOC): | Зайнятість населення за галузями (за класифікацією NOC): | Зайнятість населення за галузями (за класифікацією NOC): |
| -------------------------------------------------------- | -------------------------------------------------------- | -------------------------------------------------------- | -------------------------------------------------------- | -------------------------------------------------------- |
|                                                          |                                                          |                                                          |                                                          |                                                          |
| Управління                                               | Управління                                               |                                                          | 19,2%                                                    | 19,2%                                                    |
| Бізнес, фінанси та адміністрування                       | Бізнес, фінанси та адміністрування                       |                                                          | 7,7%                                                     | 7,7%                                                     |
| Охорона здоров'я                                         | Охорона здоров'я                                         |                                                          | 7,7%                                                     | 7,7%                                                     |
| Освіта, правозахист, муніципальні та урядові служби      | Освіта, правозахист, муніципальні та урядові служби      |                                                          | 7,7%                                                     | 7,7%                                                     |
| Роздрібна торгівля та послуги                            | Роздрібна торгівля та послуги                            |                                                          | 19,2%                                                    | 19,2%                                                    |
| Гуртова торгівля, транспорт та обладнання                | Гуртова торгівля, транспорт та обладнання                |                                                          | 30,8%                                                    | 30,8%                                                    |
| Природні ресурси, сільське господарство                  | Природні ресурси, сільське господарство                  |                                                          | 7,7%                                                     | 7,7%                                                     |
| Виробництво                                              | Виробництво                                              |                                                          | 7,7%                                                     | 7,7%                                                     |

## Клімат
Середня річна температура становить 4,4°C, середня максимальна – 21,2°C, а середня мінімальна – -14,8°C. Середня річна кількість опадів – 1 313 мм.
| Клімат поселення                              | Клімат поселення | Клімат поселення | Клімат поселення | Клімат поселення | Клімат поселення | Клімат поселення | Клімат поселення | Клімат поселення | Клімат поселення | Клімат поселення | Клімат поселення | Клімат поселення | Клімат поселення |
| Показник                                      | Січ.             | Лют.             | Бер.             | Квіт.            | Трав.            | Черв.            | Лип.             | Серп.            | Вер.             | Жовт.            | Лист.            | Груд.            |                  |
| Середній максимум, °C                         | −3,5             | −2,38            | 2,26             | 8,08             | 14,99            | 19,59            | 21,15            | 20,76            | 16,70            | 10,97            | 5,25             | −1,7             |                  |
| Середня температура, °C                       | −9,16            | −8,05            | −3,39            | 2,41             | 9,32             | 13,93            | 16,96            | 16,58            | 12,53            | 6,79             | 1,06             | −5,88            |                  |
| Середній мінімум, °C                          | −14,84           | −13,72           | −9,07            | −3,25            | 3,66             | 8,26             | 12,79            | 12,41            | 8,35             | 2,61             | −3,13            | −10,06           |                  |
| Норма опадів, мм                              | 127              | 98               | 114              | 102              | 106              | 101              | 97               | 87               | 108              | 114              | 128              | 131              |                  |
| Середньомісячна швидкість вітру, м/с          | 4.28             | 4.32             | 4.44             | 4.30             | 3.86             | 3.44             | 3.08             | 2.98             | 3.30             | 3.69             | 3.95             | 4.25             |                  |
| Середньомісячна сонячна радіація, кДж/м²·день | 5326             | 8633             | 12205            | 15163            | 18124            | 20162            | 19912            | 17611            | 13301            | 8572             | 5054             | 4060             |                  |
| --------------------------------------------- | ---------------- | ---------------- | ---------------- | ---------------- | ---------------- | ---------------- | ---------------- | ---------------- | ---------------- | ---------------- | ---------------- | ---------------- | ---------------- |
| Джерело:                                      |                  |                  |                  |                  |                  |                  |                  |                  |                  |                  |                  |                  |                  |